# Termika Beograd
Termika Beograd (code BELEX : TRBG) est une entreprise serbe qui a son siège social à Belgrade, la capitale de la Serbie. Elle travaille dans le secteur des matériaux de construction, notamment les isolants.

## Histoire
La société Termika Beograd a vu le jour le 1er janvier 1970 et faisait partie du groupe RO Termika Ljubljana ; elle a pris le nom de OOUR Beograd le 23 mars 1978 et est devenue une entité indépendante sous le nom de Termika Beograd le 5 janvier 1990. Elle a été transformée en société par actions en 2003 et privatisée en 2005.
Termika Beograd été admise au libre marché de la Bourse de Belgrade le 24 mai 2005.

## Activités
Termika fabrique des isolants thermiques en laine de roche, en polyuréthane, en aluminium ou en acier galvanisé notamment pour les tuyaux, les réservoirs, les camions-citerne et les wagons-citerne, des revêtements pour les toits et les façades, des isolants anti-incendie pour les cloisons, les plafonds ou les portes coupe-feu, ainsi que des isolants phoniques. Elle effectue aussi des études dans le domaine de l'isolation et assure l'installation des systèmes.

## Données boursières
Le 20 juin 2013, l'action de Termika Beograd valait 1 540 RSD (13,43 EUR). Elle a connu son cours le plus élevé, soit 3 500 RSD (30,54 EUR), le 16 mars 2007 et son cours le plus bas, soit 852 RSD (7,43 EUR), le 29 juillet 2009.
Le capital de Termika Beograd est détenu à hauteur de 72,66 % par des personnes physiques ; parmi les entités juridiques entrant dans le capital figure la Vojvođanska banka, à hauteur de 18,46 %.